# Hans Häußler

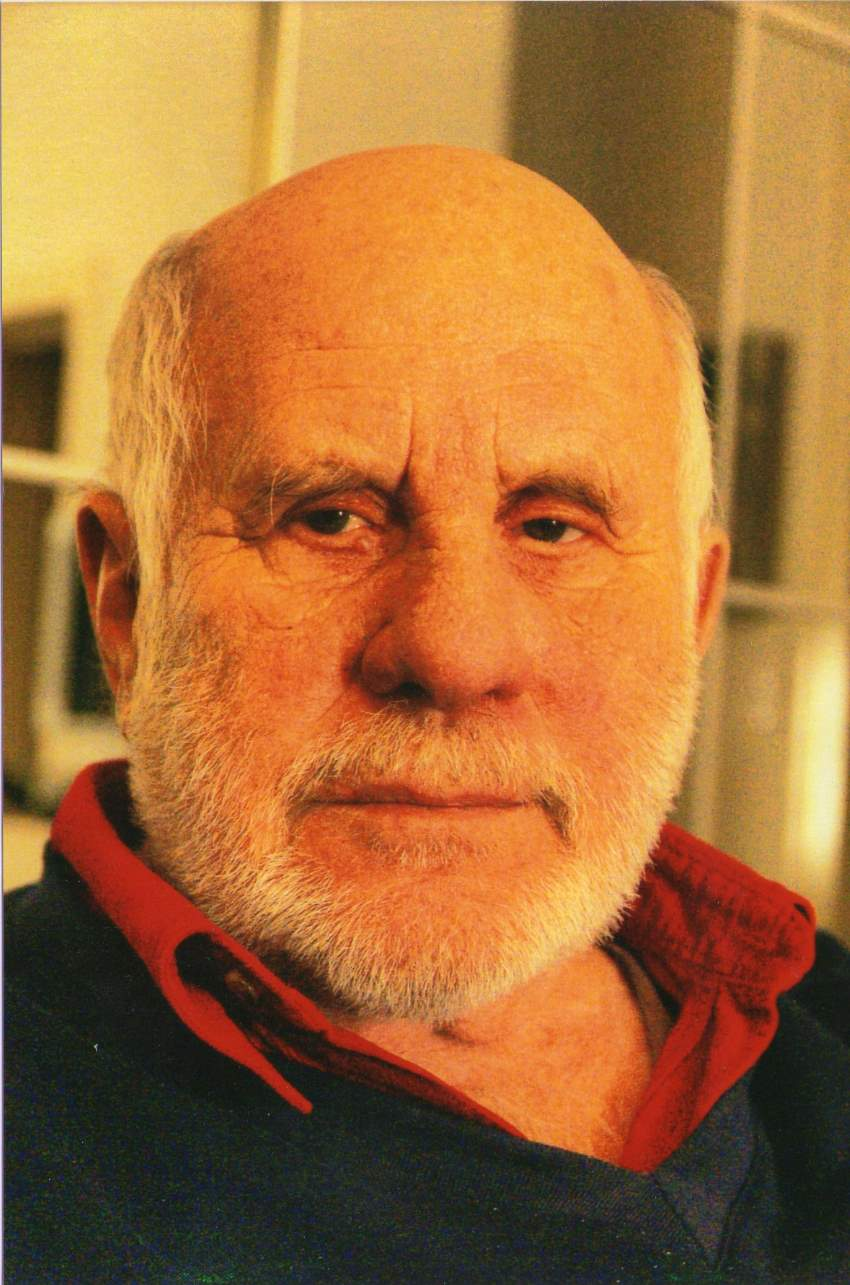
Hans Häußler, Foto: Sigrid Pohl-Häußler

Hans Häußler (* 29. Oktober 1931 in Berlin; † 27. September 2010 ebenda) war ein deutscher Boxer, Journalist, Maler, Musiker, Kabarettist, Regisseur und Hörspielautor.

## Leben
Hans Häußler studierte an der Sporthochschule, war als Boxer tätig, gründete ein politisches Kabarett und arbeitete als Sozialtrainer sowie als Dozent in der Psychiatrie und im Strafvollzug. Er schrieb eine Unzahl von Hörspielen, die er z. T. auch mit komponierte. Er gehörte dem Verband deutscher Schriftsteller, der Neuen Gesellschaft für Literatur Berlin (Vorstand) und anderen Organisationen an. So war er auch  Mitglied der Neuen Gesellschaft für Literatur (NGL) und ab 1976 mehrfach in ihr Präsidium bzw. den Vorstand gewählt worden.
Hans Häußler war der „Erfinder“ des Deutsch-Polnischen Poetendampfers, auf dem er zwischen 1995 und 1999 jährlich mitfuhr. Häußler bemühte sich um die deutsch-polnischen Beziehungen. Auch die Berliner Märchentage gehen auf ihn zurück.
Er war Teilnehmer des Poesiefestivals „wortlust“ in Lublin 1997.
Horst Bosetzky schrieb einen Nachruf: „Ein echter Berliner war er, sein Vater war Regisseur und Filmschauspieler. Ich habe Hans immer als Schauspieler gesehen, groß und charismatisch, von der Statur wie der Ausstrahlung her ein Bär von Mann, einer wie Emil Jannings, Curd Jürgens, Hans Albers oder Heinrich George. Den kannte er gut. Auch an Heinrich Zille hat er mich erinnert. Neben dem wird er auf dem Stahnsdorfer Friedhof liegen.“

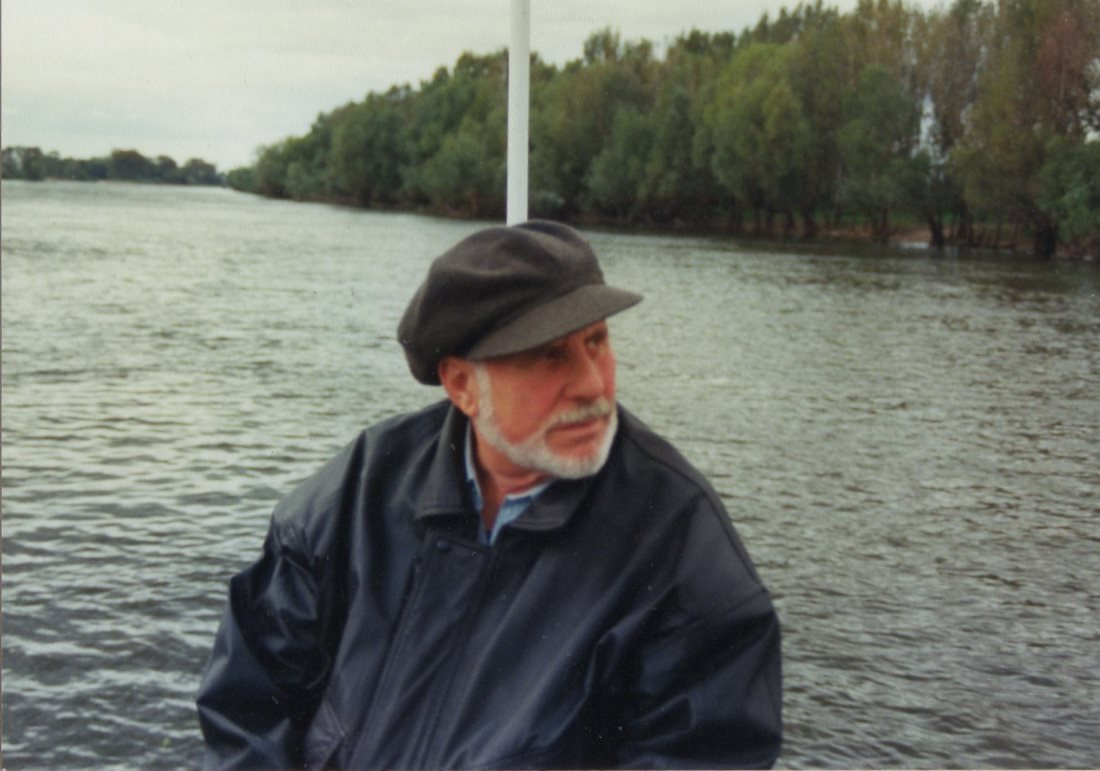
Poetendampferkapitän Hans Häußler an Deck

## Werke

### Hörspiele (produziert)/Auswahl
- A.B.M. – Requiem auf einen selbständigen Unternehmer, HR/SFB 1974 71 Min. (Stereo)[6]
- Abgrund – HR/SFB, 1984, 34 Min. (Stereo)
- Alte Jakobstraße – SFB, 1968, 32 Min. (Mono) – Mundarthörspiel (berlinerisch)
- Die Anhalterin – SWF, 1984, 24 Min. (Stereo)
- Dummer August – HR, 1974, 90 Min. (Mono)
- Einbruch – WDR, 1978 (Stereo)
- Glückliche Reise – WDR, 1970 (Stereo), zusammen mit Wolfgang Graetz[7]
- Harry K. – SFB, 1973 (Mono)
- Die Hochzeit des Schweinchens – DLR, 1992, 21 Min. (Stereo)
- Die Hölle heißt, sich nicht mehr zu erinnern – WDR, 1966, (Mono)
- Im Labyrinth – SFB/WDR (Stereo)
- Kann man seine Eltern noch erziehen? – WDR, 1974 (Mono), mit Arthur de Fries
- Die Kunst des Überlebens – SFB, 1971, 38 Min. (Stereo)
- Mein Mantel ist mein Haus – SFB, 1965, 38 Min. (Mono)
- Der Mörder klingelt nicht – HR/SWF, 1979, 50 Min. (Stereo)
- Die Raben vom Kietz – SFB, 1972, 62 Min. (Mono), mit Wolfgang Wölfer
- Requiem für einen Penner – SFB (Stereo)
- Romantik, schöne Blüte der Angst – WDR, 1980, 54 Min. (Stereo)
- Rotkäppchen und die Wölfe – WDR, 1973 (Mono)
- Samuel und Samuel oder Wer geht mit auf die Kirmes? – SWF/WDR, 1967, Min. (Stereo)
- Schmetterlinge fliegen leise wie Schnee – RIAS, 1984, 35 Min. (Stereo)
- Sinkende Fackel – Sachsen Radio, 1991, 42 Min. (Stereo)
- Spielen der Kinder im Hof verboten – RIAS/HR, 1969, 70 Min. (Stereo), mit Wolfgang Graetz
- Unter dem Pflaster liegt der weiße Sand – SFB, 1979, 45 Min. (Stereo), Mundarthörspiel (berlinerisch)
- Wie Jonny nach Afrika kam – WDR, 1990, 43 Min. (Stereo)
- Ein richtiger Lehrer – SFB, 1979
- Eine kleine Stadt zum Schlafen oder Die schreckliche Provinz – SFB/WDR, 1975 Min. (Mono), mit Isabella Herskovics
- Überfall am hellichten Tag – WDR, 1967 (Stereo)
- Sinkende Fackel – 24. Oktober 2011, MDR Figaro[8]

### Hörkassetten
- Kann ich nicht, mach ich nicht. Hörspiel zur Berufswahl[9]

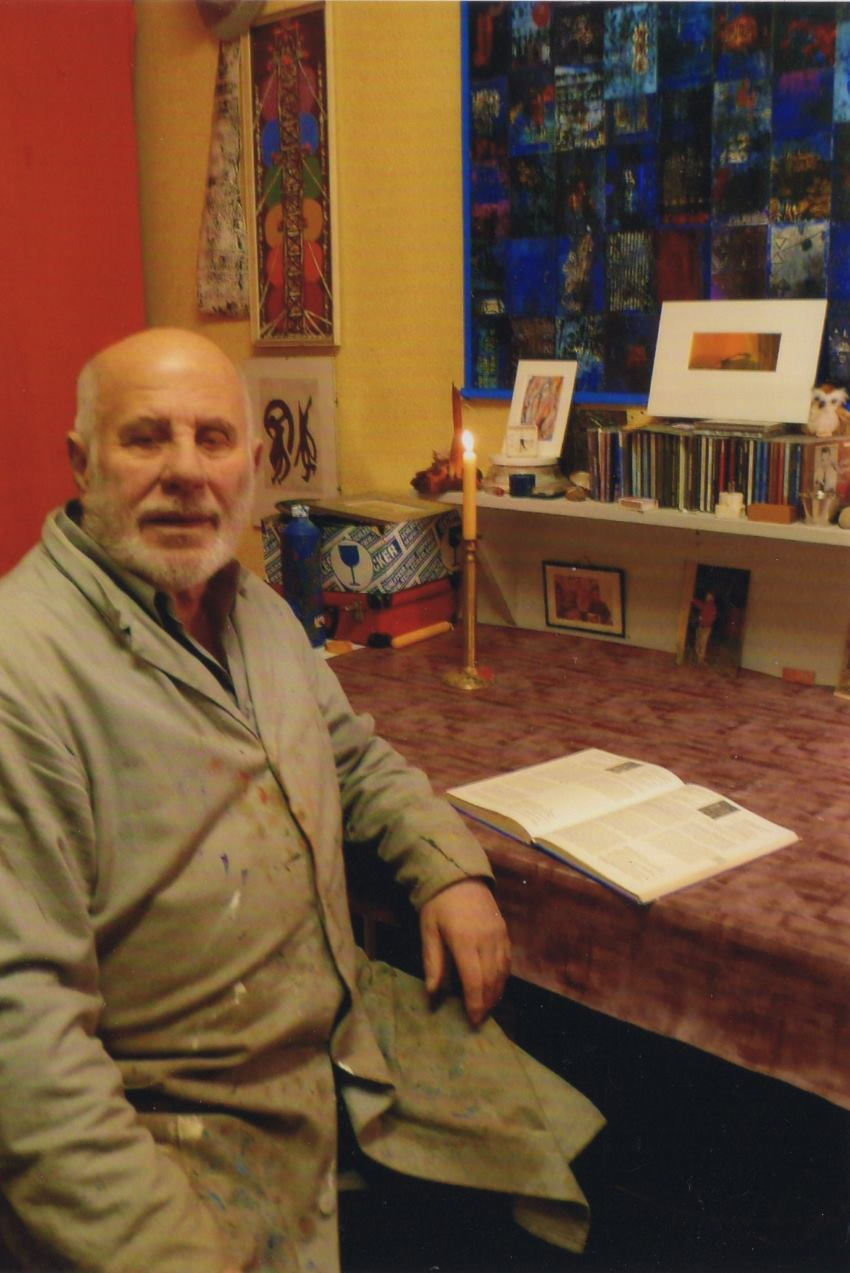
Hans Häußler im Atelier; Foto: Sigrid Pohl-Häußler

### Bücher
- Soziales Training durch Rollenspiel – Veränderung e. Zustandes am Beispiel e. Hauptschulklasse in Berlin-Kreuzberg. Mit Artur de Fries. Europäische Verlagsanstalt, Köln, Frankfurt am Main 1991. ISBN 3-434-45055-6.
- Immer wenn ich einschlafen möchte, geht eine Amsel über den Hof. Edition Mariannenpresse, Berlin 1983. ISBN 3-922510-15-9.

### Hörspiel des Monats
- Abgrund, Regie: Christian Gebert (SFB) 1984[10]